# Saint-Sulpice-Laurière

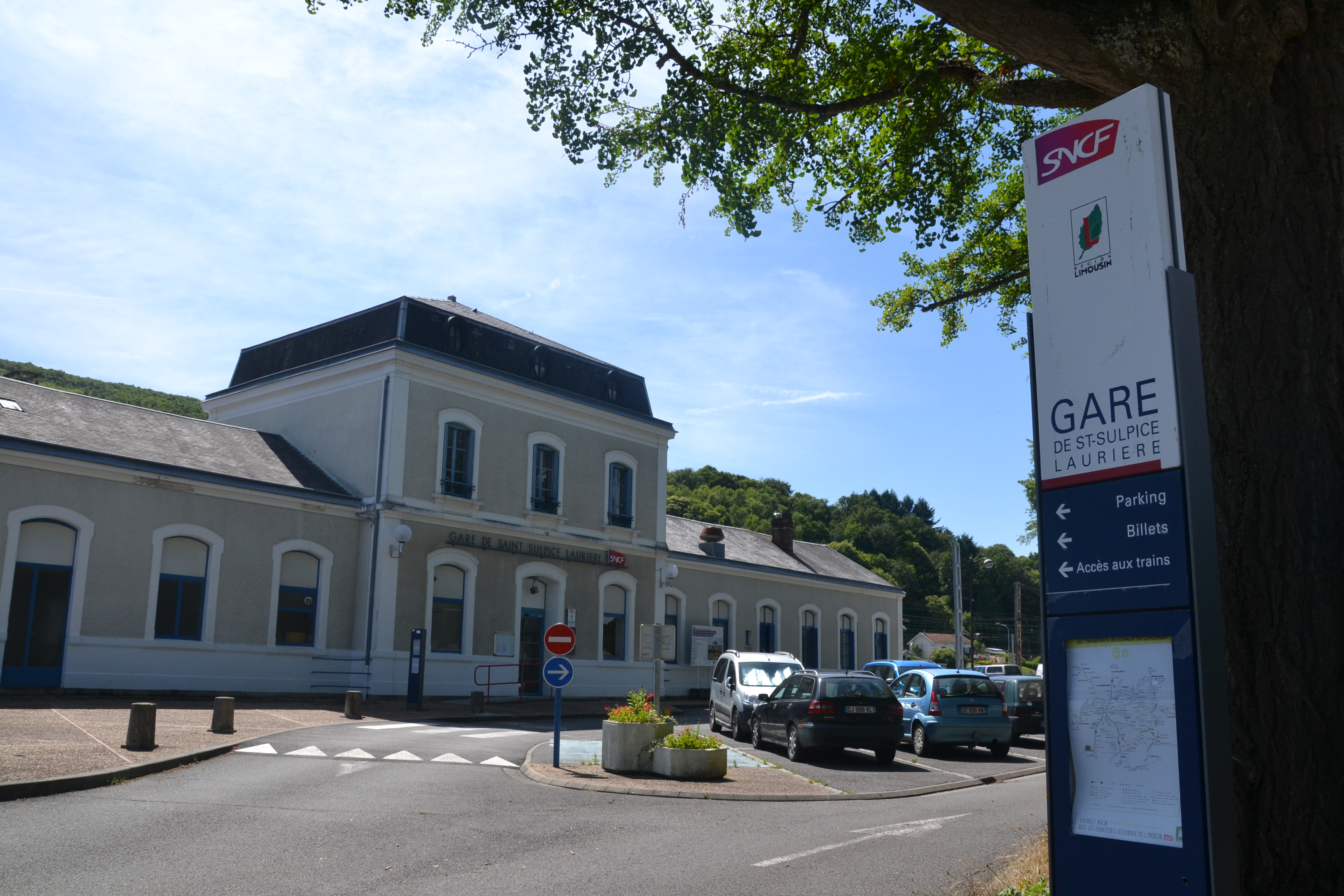
Dworzec kolejowy w Saint-Sulpice-Laurière (2016)

Saint-Sulpice-Laurière – miejscowość i gmina we Francji, w regionie Nowa Akwitania, w departamencie Haute-Vienne. Nazwa miejscowości pochodzi od imienia św. Sulpicjusza.
Według danych na rok 1990 gminę zamieszkiwało 1046 osób, a gęstość zaludnienia wynosiła 73 osoby/km² (wśród 747 gmin Limousin Saint-Sulpice-Laurière plasuje się na 121. miejscu pod względem liczby ludności, natomiast pod względem powierzchni na miejscu 461.).

## Populacja

Populacja Saint-Sulpice-Laurière w latach 1962–2008